# Château du Lieu-Dieu
Le château du Lieu-Dieu est un château français implanté sur la commune de Boulazac dans le département de la Dordogne, en région Nouvelle-Aquitaine.

## Présentation
Le château du Lieu-Dieu se situe au centre du département de la Dordogne, à moins d'un kilomètre au sud du Vieux bourg de Boulazac, en bordure et légèrement en contrebas de la route départementale 6089 (l'ancienne route nationale 89).

## Historique
Le lieu appelé originairement la Baconnie, a pris son nom définitif après que les saints-sacrements des églises environnantes furent mis au tabernacle de sa chapelle. En effet, cette mesure fut prise pour éviter la profanation du corps du Christ présent dans les hosties, des bandes de mercenaires anglais ravageant le pays aux derniers temps de la guerre de Cent Ans. Ce sont donc les gens du pays qui l'appelèrent en occitan « Luòc Diu ». La procession de la Fête-Dieu s'effectuait de l'église du village située à un kilomètre de là jusqu'au château et ce, jusque dans les années 1960. Dans une note publiée dans le Bulletin de la Société historique et archéologique du Périgord, p. 38-39, Albert Dujarric-Descombes a fait remarquer que le nom de Lieu-Dieu est ancien et qu'Alexis de Gourgues le fait remonter à 1390.
Fortanier ou Forton de Saint-Astier, damoiseau de la ville de Périgueux, fils d'Archambaud de Saint-Astier (†1430) maire de Périgueux en 1428 et d'une demoiselle de Grézignac. Il est seigneur des Bories, de Barnabé, du Lieu-Dieu, de Valmasengeas, né vers 1400. Il a occupé cinq fois la charge de maire de Périgueux, entre 1435 et 1462,. Il s'est marié en premières noces le 11 novembre 1432 avec Aheliz de Lur, et s'est remarié le 4 juillet 1446 avec Catherine Chabrol, dame de Barnabé, fille d'Hélie Chabrol qui a été maire de Périgueux en 1410, 1412, 1416 et 1420. Par son testament du 21 août 1451, elle lui a transmis tous ses biens, dont la seigneurie du Lieu-Dieu,. La construction de l'actuel château a été entreprise par Forton de Saint-Astier à l'emplacement d'un repaire noble. Il est situé près de la fontaine de Grand Font dont l'eau était captée par un aqueduc romain qui alimentait Vesunna,.
La seigneurie de Lieu-Dieu était traversée par le Manoire et s'étendait jusqu'à Saint-Laurent. La partie du bourg faisant partie de cette seigneurie s'appelait Saint-Martin de Ligne. Les Saint-Astier se sont dits seigneurs de Ligne jusqu'en 1570. Ils ont probablement vendu cette partie aux Bertin à cette date.
Antoine de Saint-Astier, auquel son père, Forton de Saint-Astier, lègue en 1462 son hôtel de Lisle et le repaire de Lieu-Dieu. Mort sans alliance. La seigneurie de Lieu-Dieu est passée à son frère, Jean de Saint-Astier (†1518), dit Jean le jeune. Il est seigneur de Lieu-Dieu, de Verzinas et de Ligne. Maître d'hôtel de Jeanne de Bretagne, maire de Périgueux en 1480-1481, 1484-1485, 1490-1491, 1495-1497, marié le 31 août 1488 à Gabrielle de Hautefort,,. Puis Forton II de Saint-Astier, institué héritier de son père par le testament du 2 août 1506. Mort au Lieu-Dieu en 1557. Forton II de Saint-Astier s'est marié en 1519 avec Philippe du Puy de La Jarthe dont il a eu plusieurs enfants :
- Jean de Saint-Astier, né en 1524, qui succède mais il meurt en 1567 sans alliance. Il a été emprisonné en 1558 pour avoir tué Pierre Le Verrier[14] ;
- son frère, Geoffroy de Saint-Astier (1536-avant 1612) devient seigneur de Lieu-Dieu en 1567. Lieutenant général pour le roi du gouvernement de Verdun et pays Verdunois, il s'est établi en Lorraine[16],[14] ;
- Barbe de Saint-Astier (1538-1599) s'est mariée en 1570 avec Guillaume de Leymarie, seigneur du Rat et bourgeois de Périgueux. Quand les protestants ont pris Périgueux, le 16 août 1575, Guillaume de Leymarie s'est retranché dans le château de Lieu-Dieu et a organisé la résistance contre eux avec l'aide des habitants notables de Périgueux et des soldats qu'il y avait réunis après avoir évacué sa femme et ses enfants. Le 4 juin 1578, il a organisé une attaque pour reprendre la ville de Périgueux, mais les protestants prévenus par un traitre le surprennent et le tuent ainsi que son frère, Jean de Leymarie, et d'autres assaillants. Les protestants ont demandé à un bourreau de trancher leur tête[17].

Guillaume-Forton  ou Forton III de Saint-Astier (†1630) né du premier mariage de Geoffroy de Saint-Astier avec Anne de Choiseul, vers 1569, lui succède, marié en 1612 à Louise de Jaubert de Coignac. Gentilhomme ordinaire de la chambre du roi en 1605, puis Forton IV de Saint-Astier, né en 1620, mort après février 1678, fait héritier universel par son père dans son testament de 1630. Il s'est marié par contrat passé le 23 mars 1644 avec Françoise d'Aloigny, fille de François d'Aloigny, seigneur du Puy-Saint-Astier, puis son fils, Léon de Saint-Astier, seigneur du Lieu-Dieu, la Meynardie, Bacouliat, etc., marié en secondes noces, le 20 juin 1678, avec Isabeau de La Cropte. Il a fait son testament en 1714. Son fils, François de Saint-Astier a été déclaré héritier universel par son père le 12 août 1705. Il n'a pas eu d'enfant de son mariage en 1707 avec Marguerite de Bayly, fille de Pierre-Jean de Bayly, vicomte de Razac, et de Marie Faure. Marguerite de Bayly est veuve en 1716. Elle meurt vers 1755.
Son frère, Joseph de Bayly, est seigneur de Razac, Charuel, Gravelle, etc. Il se marie en secondes noces, le 11 février 1721, avec Marie de Cugnac, fille de Jean-Louis de Cugnac, seigneur de Trigonant. Cette dernière est veuve en 1778 et décédée en 1788 : 
- Jean-Louis de Bayly, fils de Joseph de Bayly, est institué légataire de la seigneurie du Lieu-Dieu par sa tante Marguerite de Bayly dans son testament de 1749. Il est marié le 17 décembre 1757 à Catherine Marie Charlotte de Lambert[20].
  - son fils Henri de Bayly (1763-1798) est marquis de Bayly, seigneur de Razac et du Lieu-Dieu, capitaine de cavalerie au régiment de Berry, admis aux honneurs de la cour. Il émigre en 1791. Sans descendance[20].
- Marie-Claire de Bayly, fille de Joseph de Bayly, s'est mariée par contrat du 30 août 1761 avec Jean Louis de Sanzillon (1728-1806), marquis de Mensignac, seigneur de Beaulieu, Lancinade et Lieu-Dieu[21],[22].
  - De ce mariage est né Louis-Grégoire de Sanzillon (1767-1831), marquis de Mensignac et de Razac, seigneur de Lieu-Dieu. Il émigre après la fuite du roi Louis XVI, en 1791. Il combat dans l'armée des princes en 1792 avant de rejoindre le corps de Condé. Licencié en 1801, il revient en France en 1802. Il s'est marié le 22 janvier 1806 à Dorothée Pauline de Chabans-Joumard. Il meurt au château de Lieu-Dieu le 15 novembre 1831[23],[24].
    - leur fils aîné, Emmanuel de Sanzillon (†1864)[25] hérite du château du Lieu-Dieu. Il est maire de Boulazac entre 1855 et 1864. Il s'est marié à Madame Marie-Louise Ernestine de Loÿs (Lausanne, 1829-Périgueux, 14 octobre 1912), sans descendance. Le testament du marquis de Sanzillon fait de la marquise de Sanzillon l'usufruitière de ses biens qui a entrepris de faire restaurer le château de Lieu-Dieu par l'architecte Alexandre Antoine Lambert[26] (1836-1919) à partir de 1868. Elle a adopté son neveu, le baron de Nervaux-Loÿs[27] ;
    - sa sœur, Marie de Sanzillon s'est mariée en 1840 avec Louis Joseph Charles d'Arlot (1807-1891), marquis de Cumond et de Frugie[28].

Le château passe dans la famille d'Arlot de Cumond. Charles d'Arlot, marquis de Cumond, meurt au château de Cumond (Saint-Antoine-Cumond) en 1891. Son fils, Louis Roger d'Arlot (1841-1924), marquis de Cumond, marié le 3 mai 1875 avec Marthe de Mareschal-Vezet. Il hérite du château de Lieu-Dieu et s'y établit avec son épouse. Il y meurt le 7 mars 1924,. Leur fils, Jean d'Arlot (1890-1969), comte de Cumond, hérite du château où il meurt. De son mariage avec Geneviève de Beaumont-Beynac sont nés Louis, mort en 1936, Henri, tué au cours de combats, en 1944, et Bernadette d'Arlot de Cumond, mariée à François de Reviers de Mauny (1927-2019), qui a hérité du château.
Ce château a toujours appartenu à la même famille depuis sa construction bien que les différents propriétaires ne portent pas toujours le même nom.

Le carré de la famille de Sanzillon au cimetière sud de Boulazac.
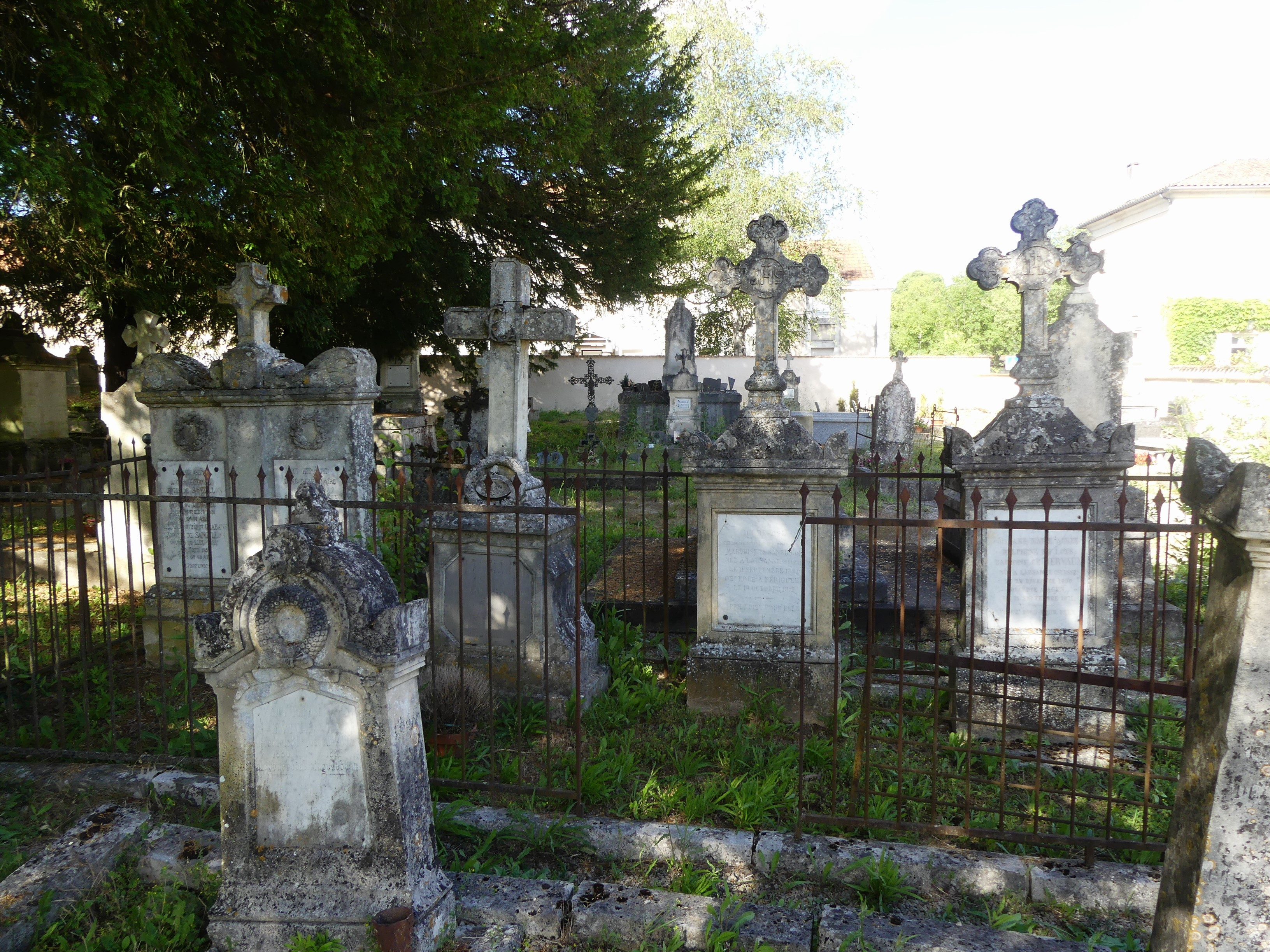
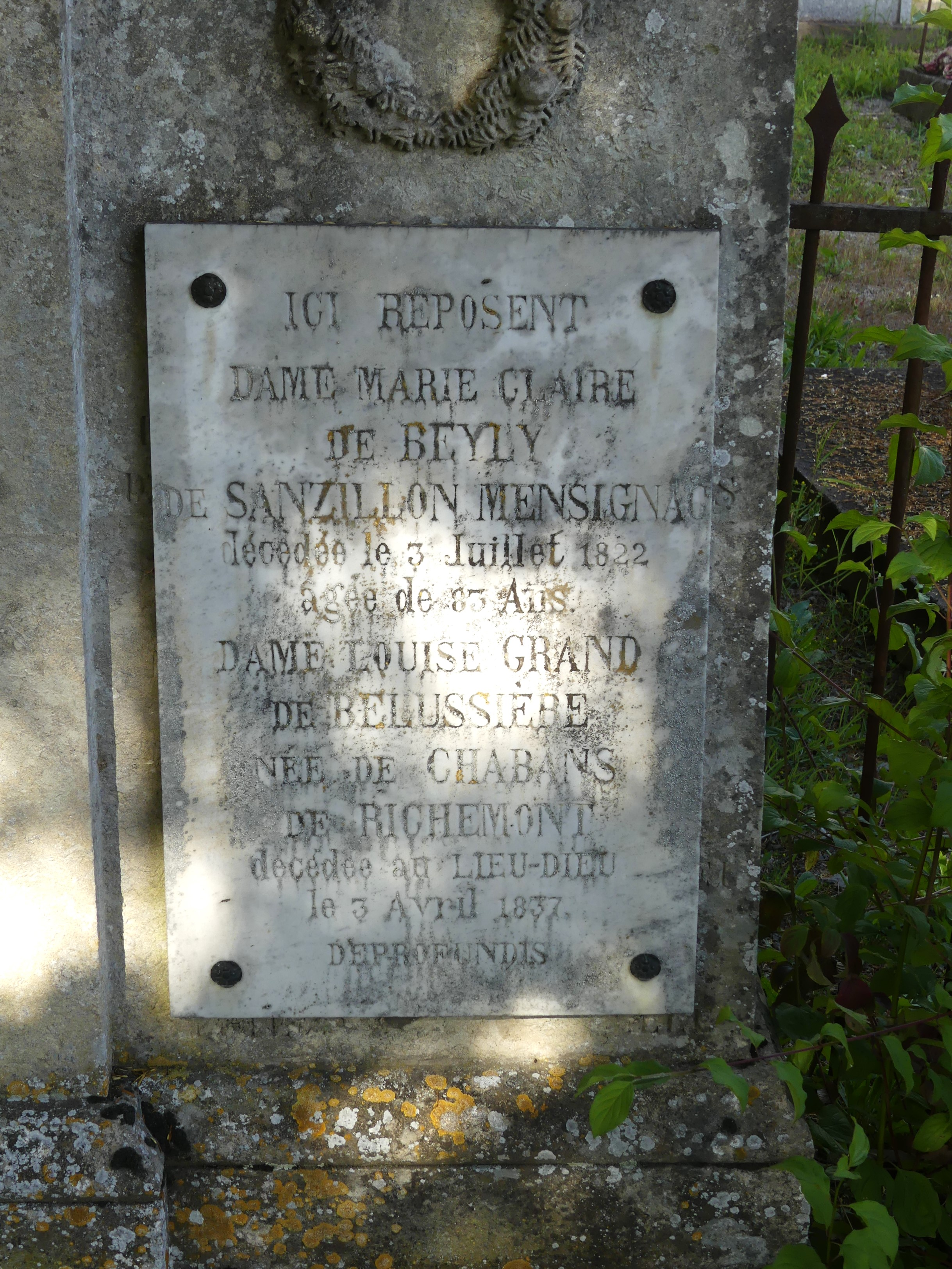
Plaque de Marie Claire de Beyly et de Louise Grand de Belussière.
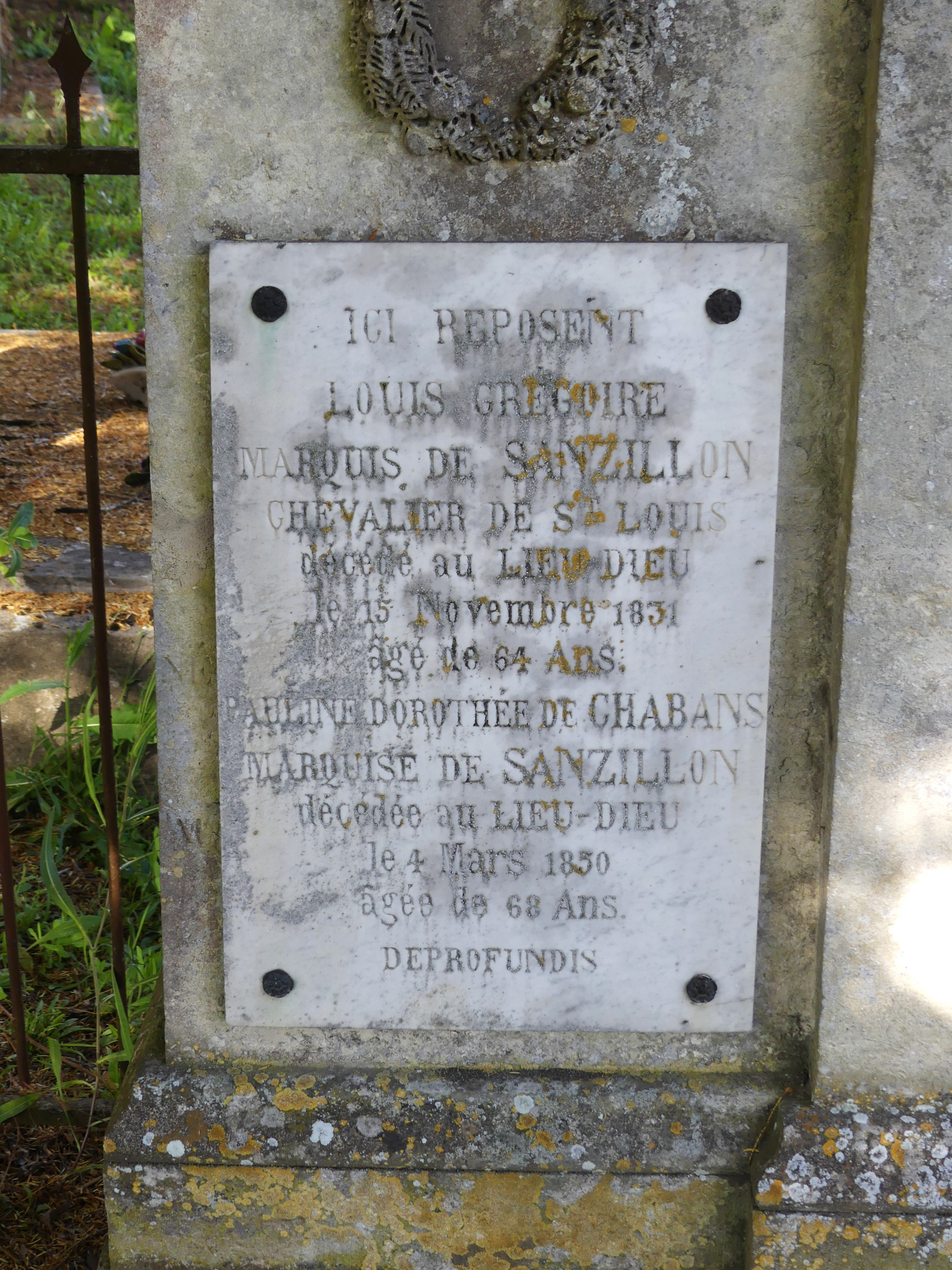
Plaque de Louis Grégoire de Sanzillon et de Pauline Dorothée de Chabans.
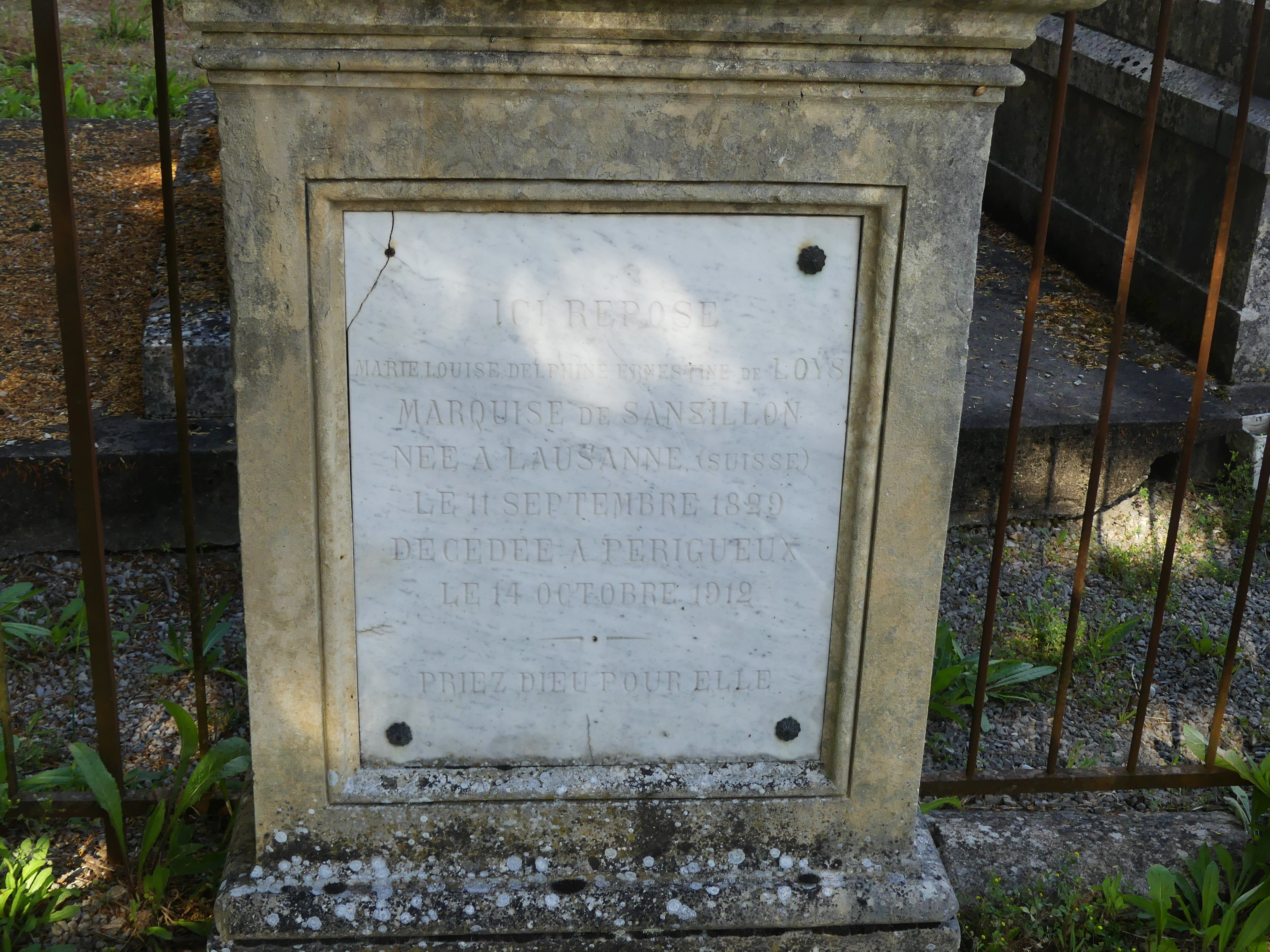
Plaque de Marie-Louise Ernestine de Loys.
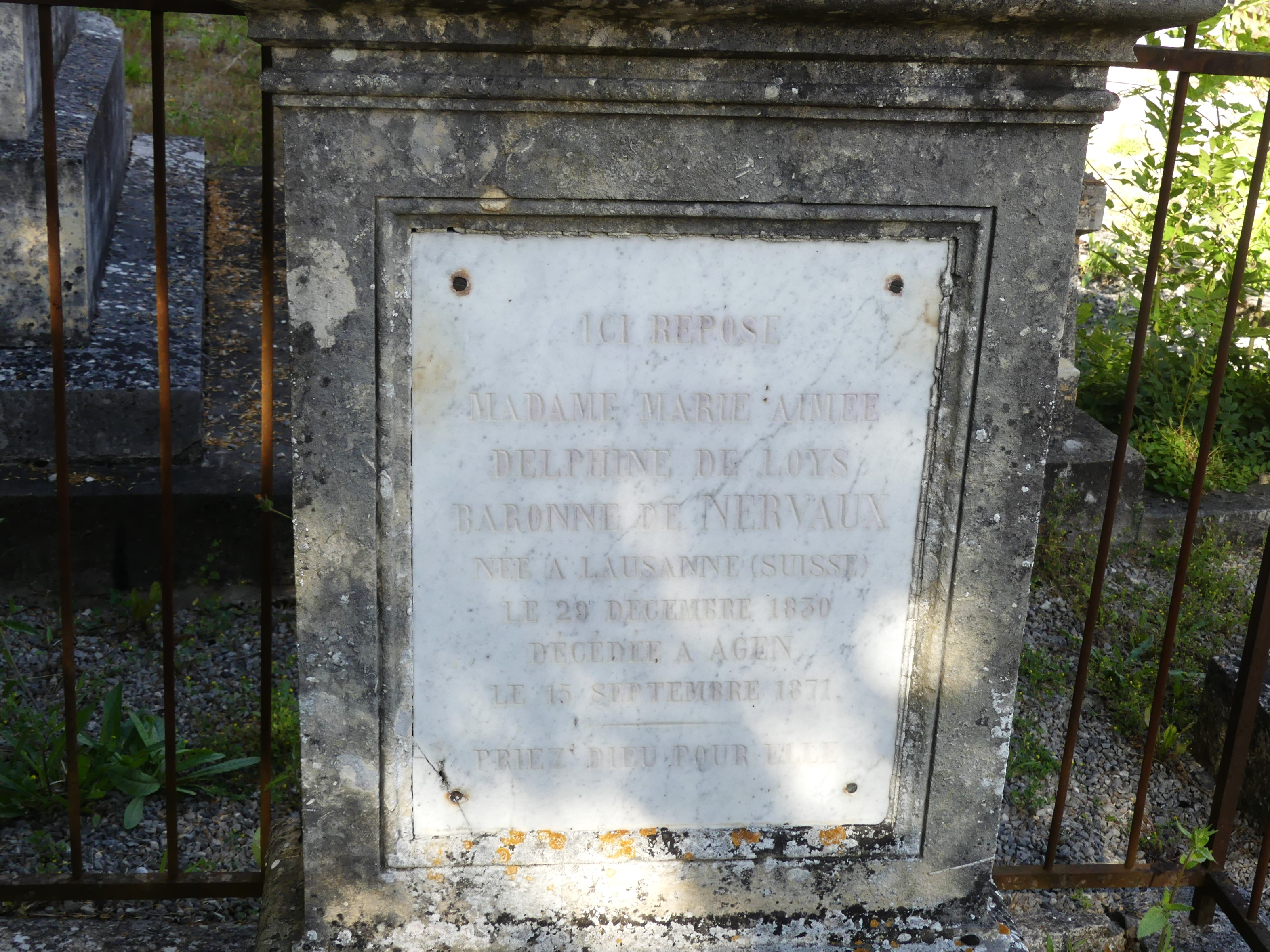
Plaque de Marie Aimée de Loys.

## Description
Sa construction remonte aux XIVe et XVe siècles, avec des modifications du XIXe siècle.
Le château est entouré de douves alimentées par le Manoire, un ruisseau en rive gauche duquel il est construit et de l'autre côté duquel est implanté son pigeonnier.
Il se présente sous la forme d'un quadrilatère dont les angles se situent aux quatre points cardinaux, ceux de l'est et du sud étant pourvus d'une tour circulaire. Au nord-ouest se tient le logis principal, haut de trois niveaux et surmonté d'une chambre de défense. Les côtés nord-est et sud-ouest correspondent à des communs. On accède au château au sud-est par un châtelet d'entrée que précède un pont-levis.

## Protection
Il est inscrit aux monuments historiques depuis le 30 avril 1959 pour les façades, les toitures, les douves et le pigeonnier.

## Galerie

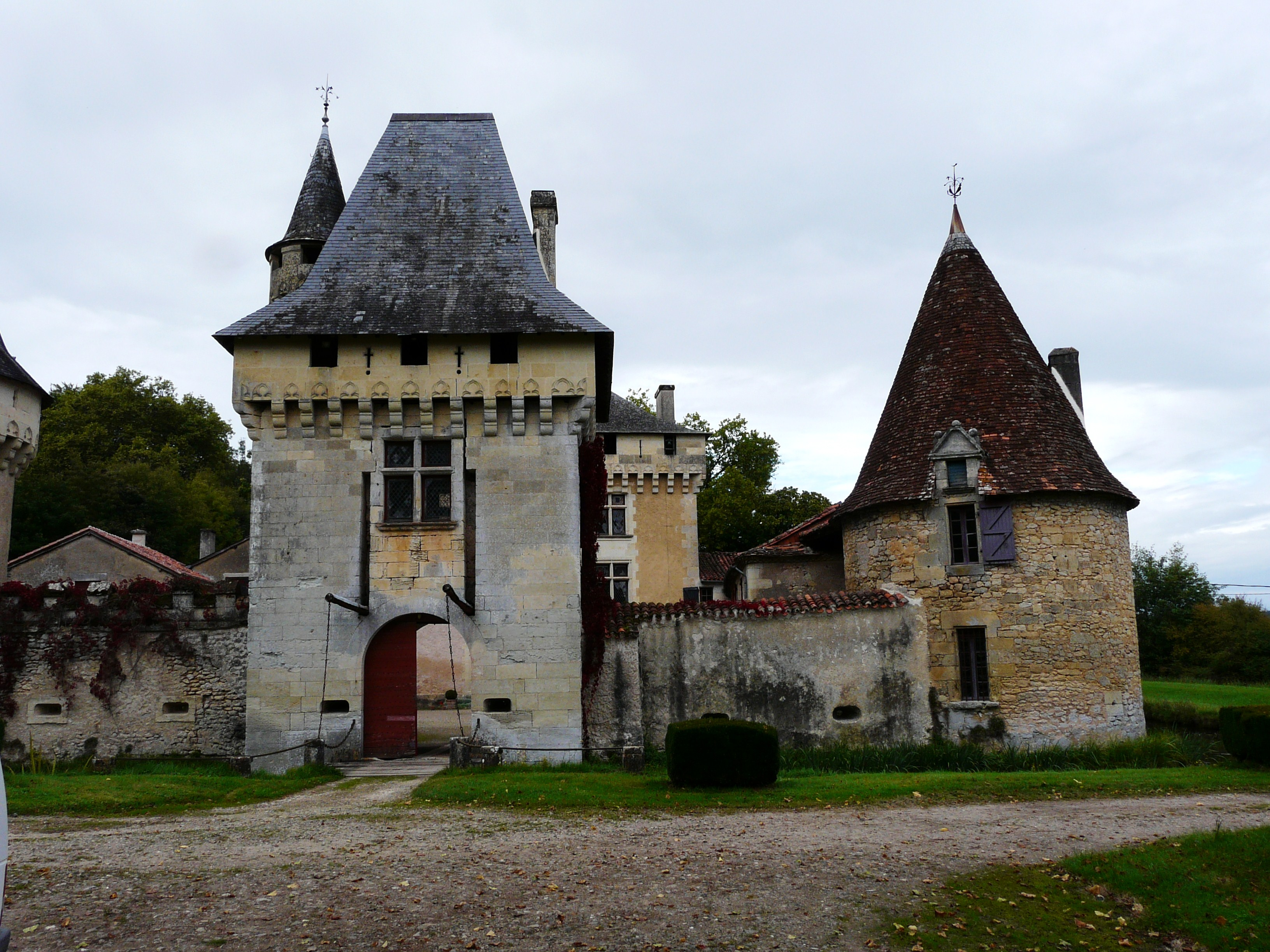
Le pont-levis et le châtelet d'entrée.
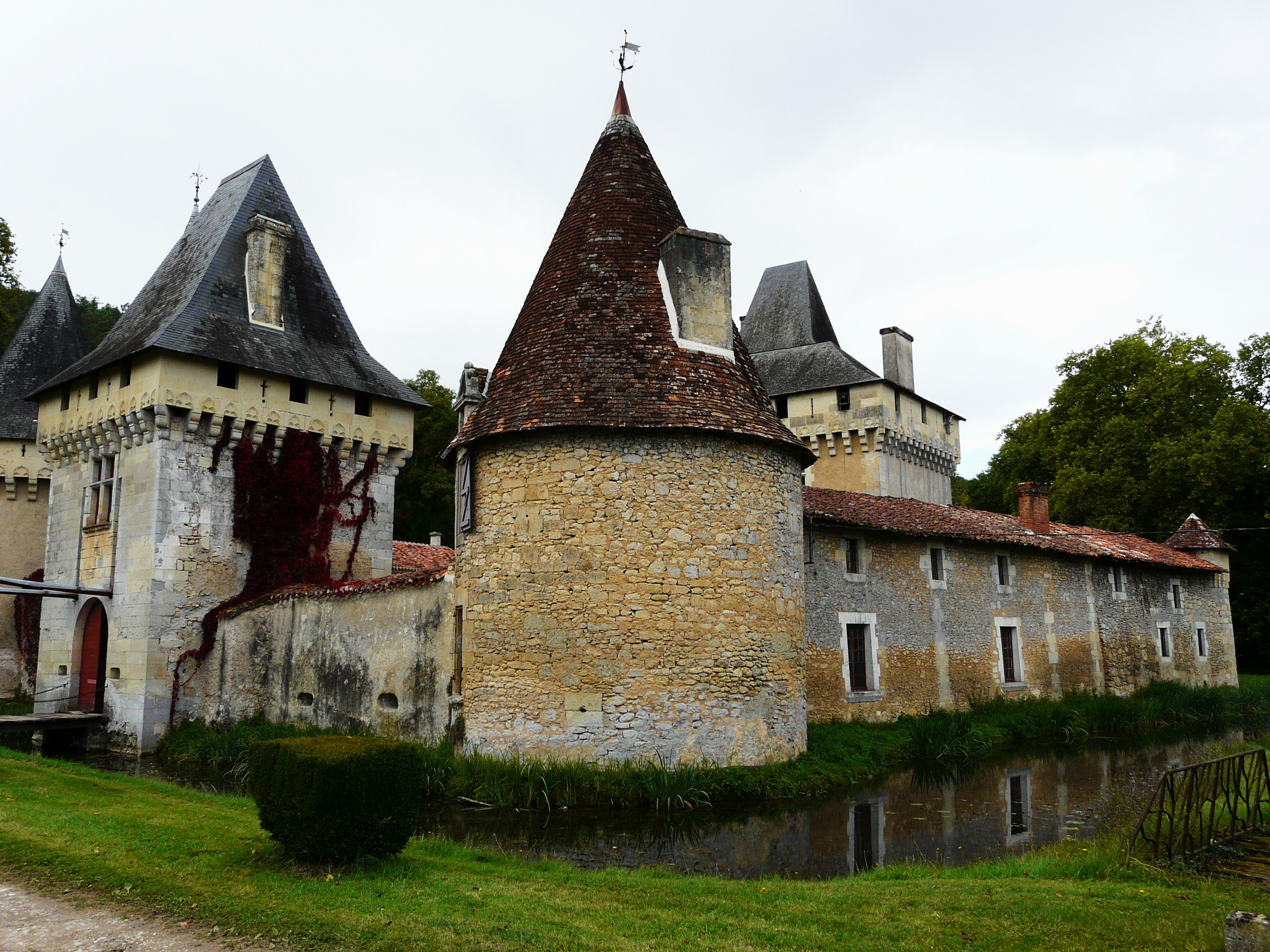
Les douves et la tour est.
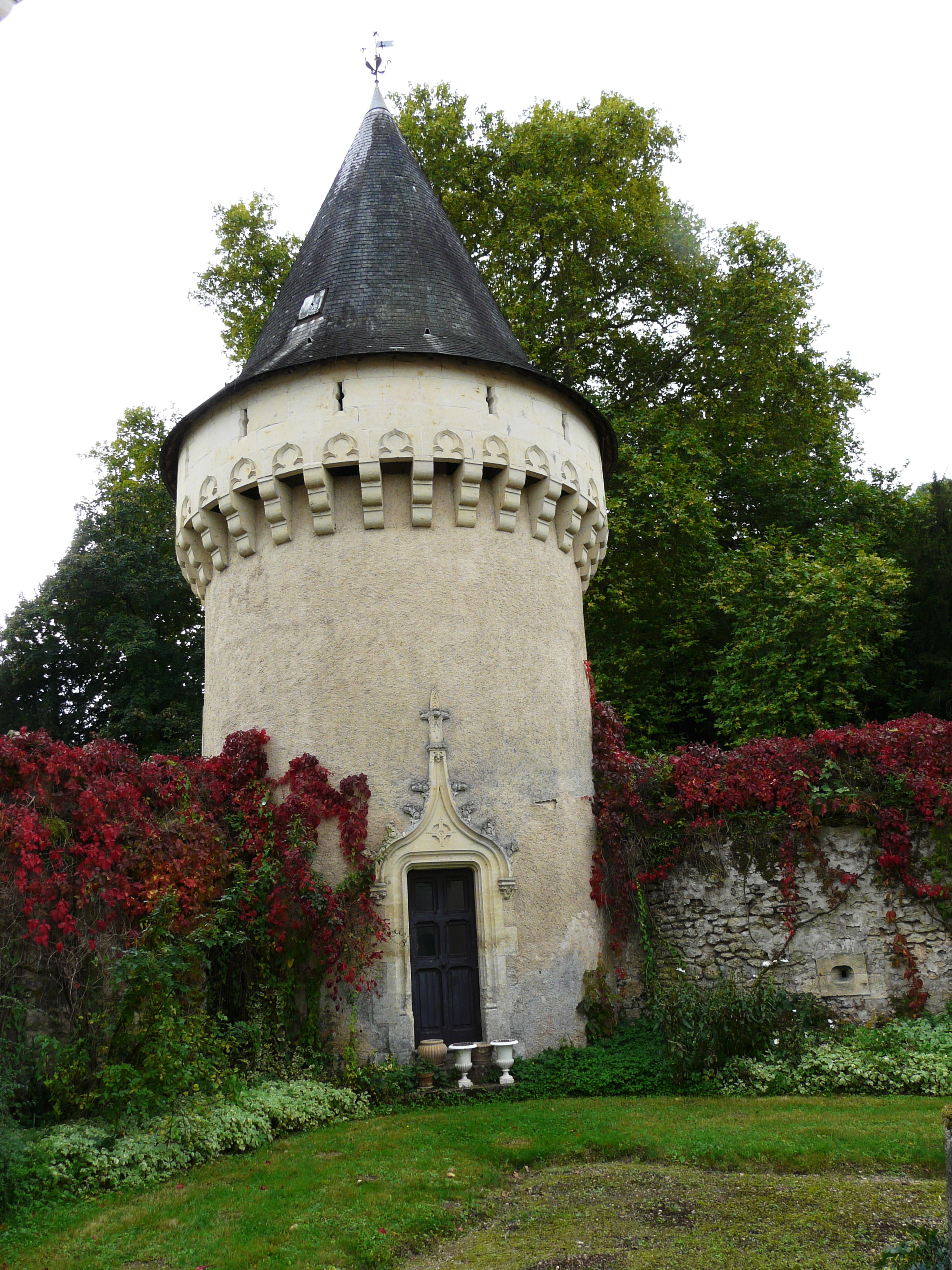
La tour sud.
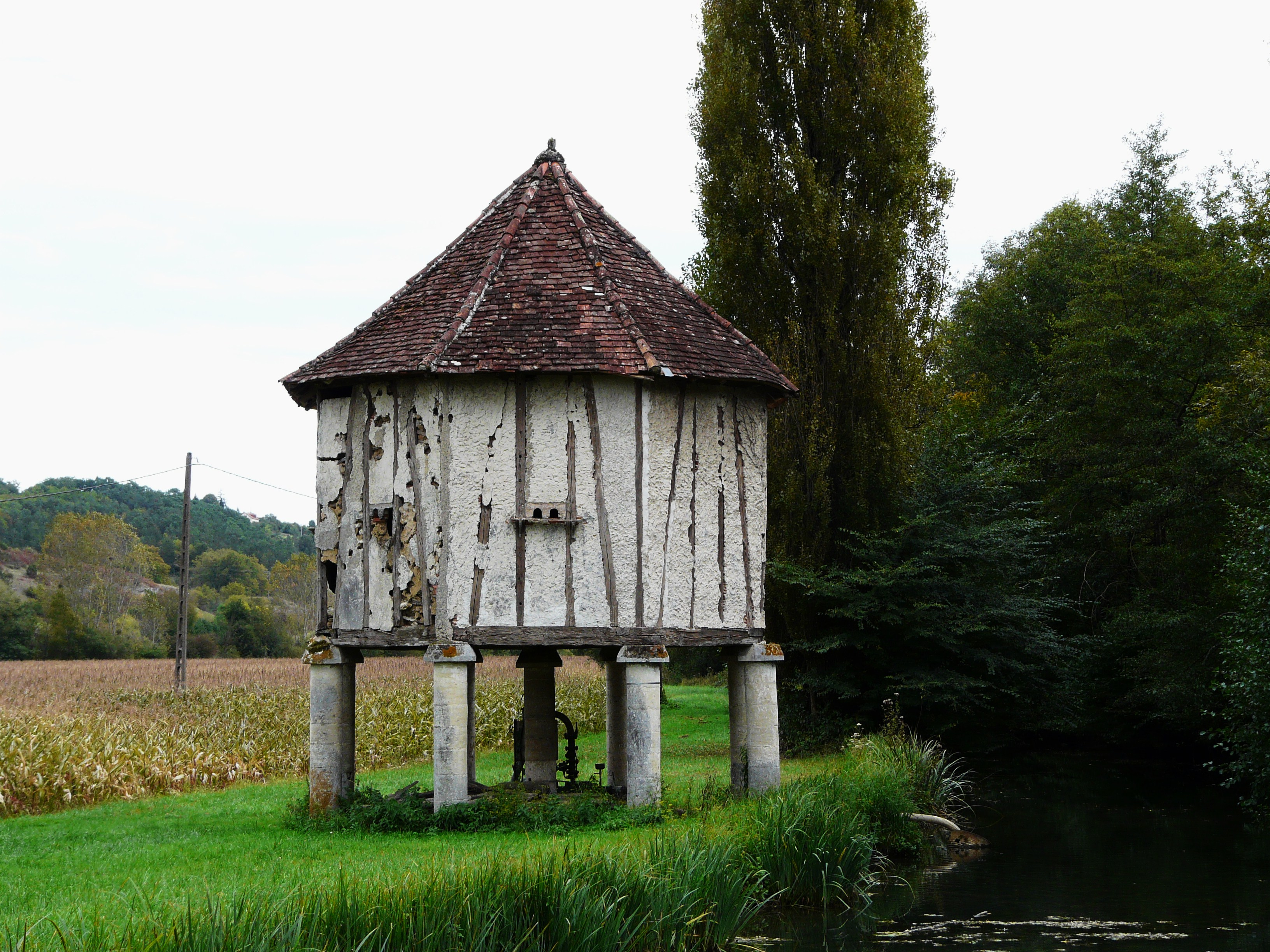
Le pigeonnier au bord du Manoire.